# Blismes
Blismes ist eine französische Gemeinde mit 187 Einwohnern (Stand 1. Januar 2022) im Département Nièvre in der Region Bourgogne-Franche-Comté; sie gehört zum Arrondissement Château-Chinon (Ville) und zum Gemeindeverband Communauté de communes du Haut Morvan.

## Geografie
Blismes liegt rund 52 Kilometer ostnordöstlich der Stadt Nevers im Osten des Départements Nièvre. Die Gemeinde liegt innerhalb des Regionalen Naturparks Morvan.
Nebst dem Dorf Blismes gibt es zahlreiche Weiler (die Bedeutendsten sind Bussy und Vaumery) und Einzelgehöfte verstreut über das Gemeindegebiet. Der Teich Étangs Perrault südwestlich von Blismes und kleinere Teiche findet man verteilt über die gesamte Gemeinde.

## Geschichte
Die Mechanisierung der Landwirtschaft und fehlende Industrie führte zu einer starken Abwanderung im späten 19. Jahrhundert und im 20. Jahrhundert. Die Gemeinde gehörte von 1793 bis 1801 zum District Château-Chinon. Zudem war sie von 1793 bis 1801 Teil des Kantons Mont Reuillon. Seit 1801 gehört die Gemeinde zum Kanton Château-Chinon (zeitweise: Château-Chinon (Ville)). Im Jahr 1820 wurde die bis dahin selbständige Gemeinde Poussignol (1806:390 Einwohner) eingegliedert. Die Gemeinde wechselte mehrfach den Namen. Von 1793 bis 1801 hieß sie Blime, von 1801 bis 1902 Blimes und trägt seither den heutigen Namen.

## Bevölkerungsentwicklung
| Jahr                       | 1793 | 1800 | 1806 | 1821 | 1851 | 1872 | 1886 | 1911 | 1962 | 1968 | 1975 | 1982 | 1990 | 1999 | 2006 | 2013 |
| -------------------------- | ---- | ---- | ---- | ---- | ---- | ---- | ---- | ---- | ---- | ---- | ---- | ---- | ---- | ---- | ---- | ---- |
| Einwohner                  | 235  | 171  | 188  | 671  | 809  | 755  | 848  | 672  | 358  | 335  | 266  | 232  | 233  | 191  | 162  | 174  |
| Quellen: Cassini und INSEE |      |      |      |      |      |      |      |      |      |      |      |      |      |      |      |      |

## Sehenswürdigkeiten
- Kirche Saint-Martin aus dem 16. Jahrhundert[1]
- Schloss Château de Poussignol mit Schlosskapelle
- Schloss Château de Chassy-lès-Bussy mit Schlosskapelle
- Befestigtes Haus (auch bekannt als Château de Quincize) aus dem 15./16. Jahrhundert[2]
- Mehrere Wegkreuze
- Lavoir in Vaumery